# NGC 2501
NGC 2501 é uma galáxia lenticular (S0) localizada na direcção da constelação de Puppis. Possui uma declinação de -14° 21' 15" e uma ascensão recta de 7 horas, 58 minutos e 30,0 segundos.
A galáxia NGC 2501 foi descoberta em 14 de Fevereiro de 1836 por John Herschel.